# Descriptio Graminum in Gallia et Germania
Descriptio Graminum in Gallia et Germania (abreviado Descr. Gram. (Koeler)) es un libro con ilustraciones y descripciones botánicas que fue escrito por el médico, botánico, profesor alemán Georg Ludwig Koeler y publicado en Fráncfort del Meno en el año 1802 con el nombre de Descriptio graminum in Gallia et Germania tam sponte nascentium quam humana industria copiosius provenientium.